# Dead Rock
Dead Rock (デッドロック, Deddo Rokku) est un shōnen manga écrit et dessiné par Hiro Mashima. Il est prépublié dans le magazine Monthly Shōnen Magazine de l'éditeur Kōdansha depuis le 6 juillet 2023. La version française est publiée par Pika Édition depuis le 15 mai 2024.

## Synopsis
Dead Rock est une académie où les habitants du monde des démons sont formés pour conquérir le monde des humains en tant que dirigeants démoniaques. Yakuto, un garçon démon qui possède les aptitudes d'un dragon noir, est l'un des sept candidats sur mille qui ont survécu à l'examen d'entrée mortel de l'académie. Le premier jour de cours, Yakuto assassine son professeur principal et révèle son ambition de tuer Dieu, un être maléfique suprême qui est aussi le directeur de Dead Rock.

## Personnages
Yakuto (ヤクト)
Yakuto est un démon aux racines de dragon qui est maudit avec la capacité de se transformer en dragon noir, ce qui réduit sa durée de vie. Apparaissant timide et aux manières douces, il est en fait un jeune homme impitoyable qui complote pour tuer Dieu pour avoir exterminé le reste des démons aux racines de Dragon, y compris la famille de Yakuto.
Frei (フレイ, Furei)
Frei est une démone aux racines d'Ifrit qui manipule le feu. Elle s'inscrit à Dead Rock pour satisfaire son amour du combat, ainsi que pour surpasser et venger sa sœur aînée, qui n'a pas réussi à obtenir son diplôme de l'école.
Hyen (ヒエン)
Hyen est un démon aux racines de Fenrir qui congèle tout ce qu'il coupe avec son katana. En tant que fils du seigneur du fort de Fenrir, il vise à sauver son pays d'un hiver éternel que son peuple est accusé à tort d'avoir provoqué.
Mikoto (ミコト)
Mikoto est une démone aux racines de liche, ainsi qu'une nécromancienne qui réanime et contrôle les morts sous forme de zombies. Elle est également membre de Ghost, l'agence des services secrets du monde des démons, qui cible les professeurs corrompus de Dead Rock.
Dieu (神, Kami)
Dieu est l'être le plus puissant des trois mondes de l'existence, présidant le monde des démons en tant que principal de Dead Rock. Il est visé à mort par Yakuto, qui le soupçonne d'être un imposteur pour avoir tué Yazuma, le père de Yakuto et l'un des gardes personnels de Dieu.
Zelecia (ゼレシア, Zereshia) / Chako (チャコ)
Zelecia est une racine de sorcier noir qui exerce la magie noire, qu'elle supprime en se transformant en un corbeau parlant de racine Yatagarasu nommé Chako. Comme Yakuto, elle souhaite tuer Dieu.
Ryzen (大蛇)
Ryzen est une racine Orochi qui peut créer sept doubles de son épée à deux mains, « Princesse ». Son arme est affligée d'une malédiction qu'il cherche à lever en devenant un roi Démon.

## Manga
Deddo Rokku (デッドロック) est écrit et illustré par Hiro Mashima. Le manga est prépublié depuis le 6 juillet 2023 via le magazine de prépublication mensuel de shōnen manga, le Monthly Shōnen Magazine. Par la suite, les chapitres sont rassemblés et édités dans le format tankōbon par Kōdansha avec le premier volume publié le 16 novembre 2023. La série compte depuis cinq volumes tankōbon. À l'inverse des précédentes œuvres de Mashima, notamment Fairy Tail et Edens Zero, Dead Rock est conçue comme une série courte.
En janvier 2024, Pika Édition annonce l'obtention de la licence du manga pour la version française et publie le premier volume dans sa collection Shōnen à partir du 15 mai 2024,. Six mois plus tard, Kōdansha USA annonce la version anglaise de la série ainsi qu'un début de parution en 2025.

### Liste des volumes
| no | Japonais         | Japonais          | Français         | Français          |
| no | Date de sortie   | ISBN              | Date de sortie   | ISBN              |
| --- | ---------------- | ----------------- | ---------------- | ----------------- |
| 1 | 16 novembre 2023 | 978-4-0653-3310-5 | 15 mai 2024      | 978-2-8116-9041-0 |
| Liste des chapitres : - chap. 1 : Le Dieu des enfers (魔界の神, Makai no Kami) - chap. 2 : Article 3 du règlement (校則第三条, Kōsoku Daisanjō) - chap. 3 : Classe massacre (皆殺しの教室, Minagoroshi no Kyōshitsu)                                                                                                |                  |                   |                  |                   |
| 2 | 9 avril 2024     | 978-4-0653-5370-7 | 20 novembre 2024 | 978-2-8116-9230-8 |
| Liste des chapitres : - chap. 4 : Death Arena (大闘技場, Desu Arīna) - chap. 5 : Fire Cry - chap. 6 : God Saves (ゴッドセイブズ, Goddo Seibuzu) - chap. 7 : Curse Velocity (カーズベロシティ, Kāzu Beroshiti) |                  |                   |                  |                   |
| 3 | 7 août 2024      | 978-4-0653-6168-9 | 2 avril 2025     | 979-1-0433-0068-4 |
| Liste des chapitres : - chap. 8 : Yakuto vs. Kûga (ヤクトVS.クウガ, Yakuto vs. Kūga) - chap. 9 : Je ne céderai pas ma proie (獲物は渡さない, Emono wa Watasanai) - chap. 10 : Massacre (惨殺, Zansatsu) - chap. 11 : Deep Cry (ディープクライ, Dīpu Kurai) - chap. 12 : Calamité blanche (白い厄災, Shiroi Yakusai) |                  |                   |                  |                   |
| 4 | 7 février 2025   | 978-4-0653-7931-8 | 3 décembre 2025  | 979-1-0433-0290-9 |
| Liste des chapitres : - chap. 13 : F組vs.ブレン (F-Gumi vs. Buren) - chap. 14 : デッド・オア・アライブ (Deddo oa Araibu) - chap. 15 : ゴースト (Gōsuto) - chap. 16 : 午後の部 (Gogo no Bu) - chap. 17 : エイジとデスト (Eiji to Desuto)                                                                             |                  |                   |                  |                   |
| 5 | 9 juillet 2025   | 978-4-0654-0094-4 | NC               |                   |
| Liste des chapitres : - chap. 18 : スライムVS.九尾の狐 (Suraimu VS. Kyūbi no Kitsune) - chap. 19 : 伝えたい炎 (Tsutaetai Kotoba) - chap. 20 : 百手 (Hekatonkeiru) - chap. 21 : 死を囁くルール (Shi o Sasayaku Rūru) - chap. 22 : 炎と狼の輪舞曲 (Honō to Ōkami no Rondo)                                            |                  |                   |                  |                   |
| 6 | NC               |                   | NC               |                   |
| PrépublicationListe des chapitres : - chap. 23 : 炎王 (Ifurīto) - chap. 24 : 生きる為の授業 (Ikiru Tame no Jugyō) - chap. 25 : 残念賞 (Zannenshō) - chap. 26 : 信仰 (Shinkō) |                  |                   |                  |                   |

### Œuvres
Édition japonaise
Deddo Rokku
1. 1 2  (ja) « 『 DEAD ROCK (1) 』 », sur Kōdansha (consulté le 27 juillet 2024).
2. 1 2  (ja) « 『 DEAD ROCK (2) 』 », sur Kōdansha (consulté le 27 juillet 2024).
3. 1 2  (ja) « 『 DEAD ROCK (3) 』 », sur Kōdansha (consulté le 27 juillet 2024).
4. 1 2  (ja) « 『 DEAD ROCK (4) 』 », sur Kōdansha (consulté le 23 janvier 2025).
5. 1 2  (ja) « 『 DEAD ROCK (5) 』 », sur Kōdansha (consulté le 24 mai 2025).

Édition française
Dead Rock
1. 1 2  (fr) « Dead Rock T1 », sur Pika Édition (consulté le 27 juillet 2024).
2. 1 2  (fr) « Dead Rock T2 », sur Pika Édition (consulté le 27 septembre 2024).
3. 1 2  (fr) « Dead Rock T3 », sur Pika Édition (consulté le 14 novembre 2024).
4. 1 2  (fr) « Dead Rock T4 », sur Pika Édition (consulté le 9 juin 2025).